# Patrick Gass
Patrick Gass (* 12. Juni 1771 in Philadelphia, Province of Pennsylvania; † 2. April 1870 in Wellsburg, West Virginia) war Sergeant in der United States Army und ein wichtiges Mitglied der Lewis-und-Clark-Expedition.

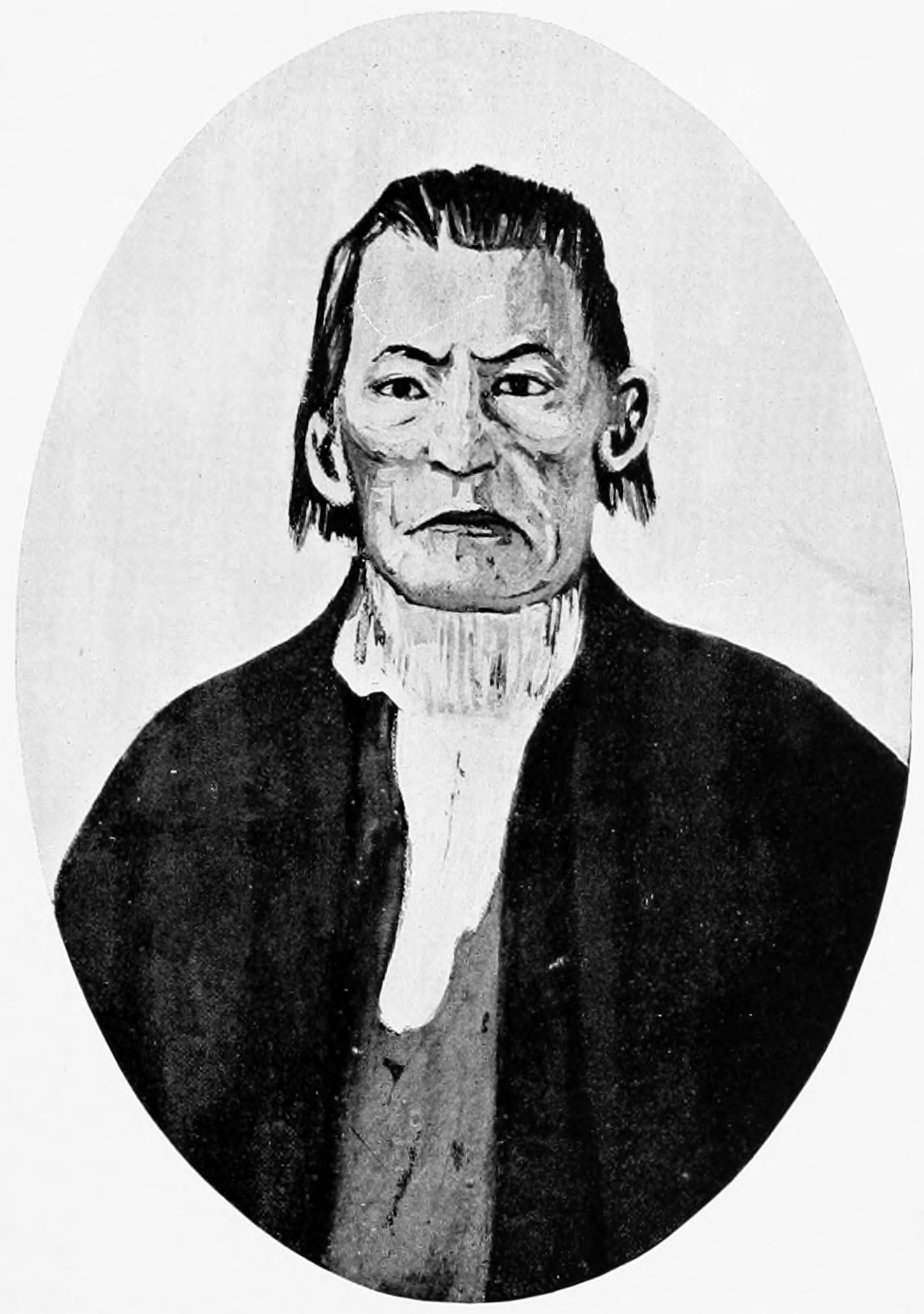
Patrick Gass

## Leben
Gass trat 1789 als Soldat in die Armee ein und diente im Sommer 1803 in der Garnison von Kaskaskia im Illinois-Territorium am Ohio River unter Captain Russel Bissel. Er meldete sich freiwillig zur Teilnahme an der geplanten Expedition von Lewis und Clark. Sein Vorgesetzter wollte allerdings einen seiner besten Männer nicht gehen lassen. Meriwether Lewis zog Gass aufgrund eines Befehls des Kriegsministers Henry Dearborn trotzdem ein.
Ursprünglich sollte Gass als guter Bootsmann die Expedition nur bis zum Winterquartier 1804/1805 begleiten. Nach dem Tod von Charles Floyd am 20. August 1804 wurde er zum Sergeant befördert und begleitete die Expedition als Truppführer bis zum Ende. Als Zimmermann war er maßgeblich am Bau von Kanus und den drei Winterunterkünften in Camp Wood, Fort Mandan und Fort Clatsop beteiligt.
Im Sommer 1806, als sich die Expedition auf dem Rückweg zum Missouri River in mehrere Gruppen teilte, wurde Gass die Aufgabe zugeteilt, die im Jahr zuvor zurückgelassenen Boote mit seinen Leuten über den Landweg, vorbei an den großen Wasserfällen des Missouri zu transportieren.
Die Tagebücher von Gass waren die ersten Berichte über die gesamte Lewis-und-Clark-Expedition, die zu Beginn des Jahres 1807 veröffentlicht wurden.
Patrick Gass starb im Alter von 98 Jahren in West Virginia.